# Lulav
Lulav (hebr. לוּלָב) ist die Bezeichnung für den Zweig einer Dattelpalme, den größten Zweig im Feststrauß an Sukkot. Mit Lulav kann auch der ganze Strauß gemeint sein.

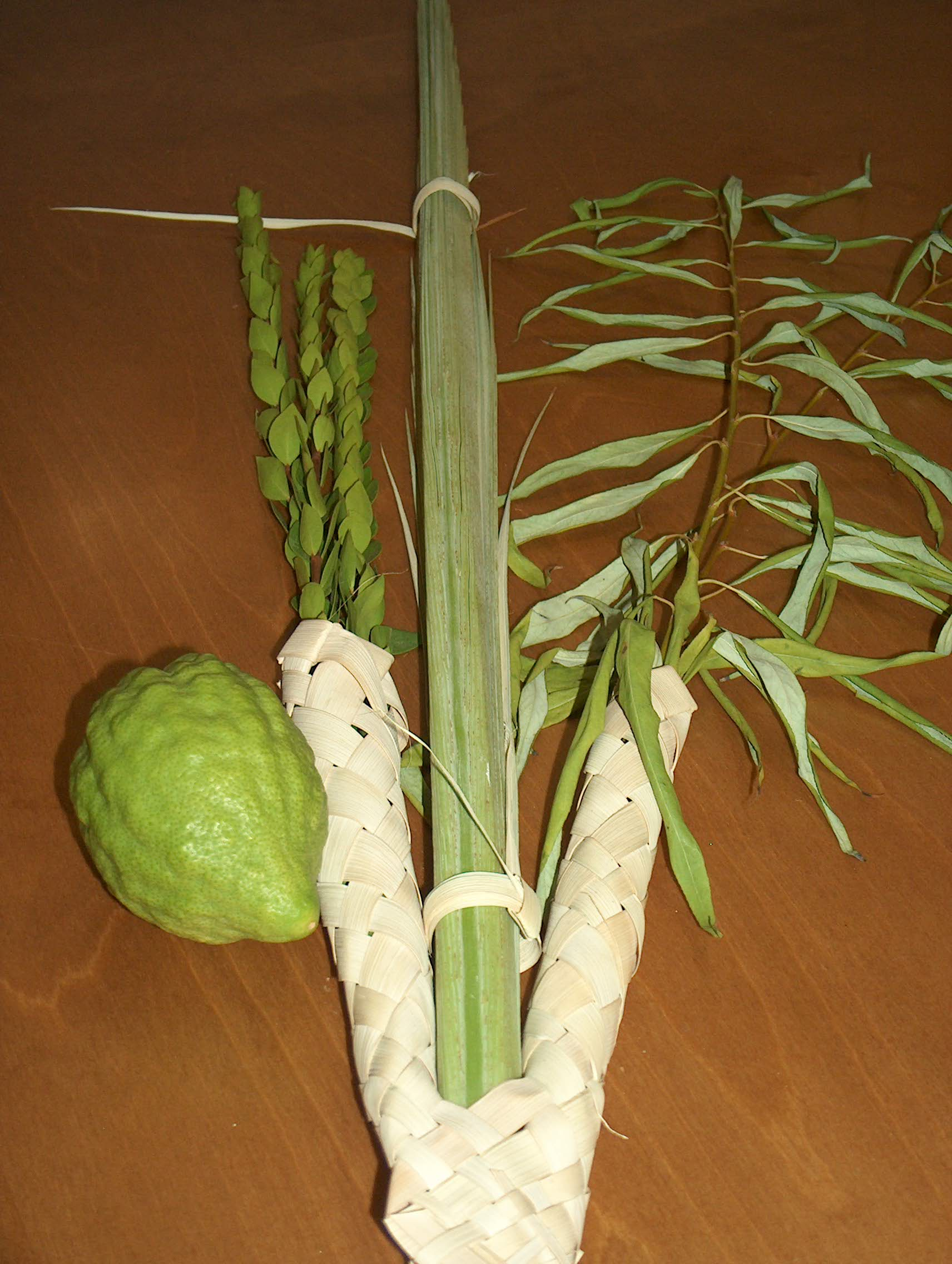
Die „Vier Arten“, Etrog, Myrtenzweige, Lulav und Bachweidenzweige v. l. n. r.

Der Feststrauß wird gebildet aus den „vier Arten“ (hebr. arba minim):
1. Etrog,
2. Lulav,
3. Myrtenzweige (Hadassim),
4. Weidenzweige (Bachweide; Arawot).
Die vier Arten sollen die Einheit des Volkes Israel und die gegenseitige Verantwortung der Menschen füreinander symbolisieren. Sie symbolisieren auch die gesamte Pflanzenwelt. Die vier Arten werden als Bündel zusammengefasst und Gott geweiht. Man schüttelt sie in alle Richtungen und krönt Gott dadurch zum König über die ganze Welt.
Der Grund, warum ausgerechnet diese vier Pflanzenarten gewählt wurden, ist angeblich ihre Verschiedenartigkeit. Jede Art symbolisiert zudem einen bestimmten jüdischen Menschentyp.
Der Etrog ist eine Frucht des Zitrusbaums, der „dichtbelaubte Baum“: Wohlgeruch und Wohlgeschmack = Studium der Tora und Tun der Gebote. (Der Etrog muss schön aussehen, unten am Stiel, an dem er am Baum hing, breiter und oben schmaler sein. Darauf achten, nicht etwa aus Versehen eine Zitrone zu verwenden. Den Unterschied erkennt man an der Schale: Die Zitrone hat eine glatte Schale, die Schale des Etrogs weist dagegen Grübchen und Warzen auf.)
Der Lulav/Palmwedel kommt von einem Baum, dessen Früchte, die Datteln, geruchlos, aber wohlschmeckend sind: einer, der nicht viel weiß und nicht intensiv die Tora studiert hat, aber nach den Geboten handelt. (Der Palmwedel soll gerade sein, die einzelnen Rispen sollten dicht beieinander liegen. Der mittlere Zweig darf nicht gespalten sein, beide Teile müssen fest zusammensitzen. Das Gebot der vier Arten hat seinen Namen vom Palmwedel erhalten, vom sogenannten „Lulav-Schütteln“, weil er der auffallendste der vier Arten ist und die drei anderen an ihn gebunden werden. Der Palmwedel muss mindestens eine Spanne = 20 cm über die Myrten hinausragen.)
Der Myrtenzweig wiederum duftet zwar lieblich, ist aber geschmacklos: einer, der zwar viel studiert, aber sich selbst nicht daran hält. (Für die Myrte braucht man drei Zweige. Jeder Spross der Myrte muss drei Blättchen aufweisen, denn damit entspricht er der Bedingung von „dichtbelaubt“. Die Myrte wird rechts an den Palmwedel gebunden, den der Betende am Stiel hält. Die Myrtenzweige müssen länger als die Bachweiden sein, die an die linke Seite des Palmwedels kommen.)
Die Bachweide hat weder Wohlgeruch noch Wohlgeschmack: einer, der weder die Tora studiert hat noch ihre Gebote befolgt. (Für die Bachweide genügen zwei Zweige. Der Stiel der Bachweide soll rötlich sein; die Blätter sollen schmal und lang, ihre Spitzen vollkommen sein. Die Bachweiden müssen frisch sein, sie werden im Laufe des Festes erneuert. Erwünscht sind große Bachweiden, die am Bachufer wachsen, es ist aber nicht unbedingt notwendig. Man sollte sie nicht mit Eukalyptuszweigen verwechseln, die ihnen sehr ähnlich sind.)
Da Gott nach jüdischer Auffassung nicht das Verderben der Menschen will, werden alle diese unterschiedlichen Charaktere zu einem Bündel zusammengenommen, damit der eine für den anderen sühnt. Am Morgen jedes Festtages nimmt man nun vor dem Gebet den Palmwedel in die rechte und den Etrog in die linke Hand. Den Etrog drückt man mit dem Stiel nach oben mit dem Auswuchs nach unten an den Palmwedel, so dass er umgekehrt als sonst am Baum liegt. Nach den vorgesehenen Segenssprüchen dreht man den Etrog wieder um und schüttelt die vier Arten in sechs verschiedene Richtungen (vier Himmelsrichtungen sowie oben und unten). Vor dem „Lulav-Schütteln“ darf man nichts essen. Allerdings darf dieses Gebot eigentlich zu jeder Tageszeit erfüllt werden. An Sukkot Genuss von Früchten, Strudel mit Trockenobst, Suppe mit Kreplech.